# Маяк (Изюмский район)
Маяк (укр. Маяк) — село,
Гусаровский сельский совет,
Изюмский район,
Харьковская область, Украина.
Код КОАТУУ — 6320482509. Население по переписи 2001 г. составляет 67 (27/40 м/ж) человек.

## Географическое положение
Село Маяк находится на левом берегу реки Сухой Торец, на противоположном берегу находится село Новопавловка, в 2,5 км находится железнодорожная станция Гусаровка, рядом большой песчаный карьер (~65 га), к нему подходит железнодорожная ветка.

## История
Ранее село Маяк было частью села Гусаровка.